# Vogelsang (Gleichen)
Vogelsang gehört zusammen mit den Gutshöfen bzw. Siedlungen Appenrode, Elbickerode und Sennickerode zur Gemarkung von Bremke, einem Ortsteil der Gemeinde Gleichen im Landkreis Göttingen in Südniedersachsen.

## Geografie und Verkehrsanbindung
Der Ort liegt südöstlich des Kernortes Bremke an der Landesstraße L 568. Unweit östlich verläuft die Landesgrenze zu Thüringen und fließt der Wendebach. Südöstlicher Nachbarort in Thüringen ist Bischhagen, ein Ortsteil der Stadt Heilbad Heiligenstadt im Landkreis Eichsfeld.